# 1510 в Україні

## Події
- У Львові підписано польсько-молдавський мир. Згідно з мирною угодою 1510 року анулювались заручини молдавського господаря з Єлизаветою Ягайлівною, питання приналежності Покуття віддавалось на суд короля Владислава Угорського[1].

## Засновані, зведені
- Микитинці (Івано-Франківська міська рада)
- Михайлівка (Вінницький район)
- Велика синагога (Любомль)
- Церква Різдва Пресвятої Богородиці (Дроздовичі)